# Tiếng Ojibwe
Tiếng Ojibwe, còn gọi là Ojibwa, Ojibway, Otchipwe, là một ngôn ngữ bản địa châu Mỹ thuộc nhóm ngôn ngữ Algonquin. Ngôn ngữ này gồm nhiều phương ngữ mang tên riêng và có khi cả hệ chữ viết riêng. Không có phương ngữ nào nổi trội hơn hẳn và không có hệ chữ viết nào chung cho mọi phương ngữ.
Tiếng Ojibwe hiện diện ở Canada (từ tây nam Quebec qua Ontario, Manitoba, Saskatchewan, với các cộng đồng xa cách ở Alberta) và Hoa Kỳ (từ Michigan, Wisconsin đến Minnesota, một số cộng đồng ở North Dakota và Montana, đồng thời có những cộng đồng nhỏ ở Kansas và Oklahoma do đạo luật Di dời người Anh-điêng). Tuy có bất đồng nhất định trong việc phân loại phương ngữ, ít nhất tiếng Ojibwe có các phương ngữ sau: Algonquin, Ojibwe Đông, Ottawa (Odawa), Ojibwe Tây (Saulteaux), Oji-Cree (Ojibwe Severn), Ojibwe Tây Bắc, Ojibwe Tây Nam (Chippewa). Dựa trên nghiên cứu thực địa, J. R. Valentine cũng tách ra vài phương ngữ nữa: Ojibwe Berens ở tây bắc Ontario (mà ông cho rằng không nằm trong Ojibwe Tây Bắc), Ojibwe Bắc (hồ) Superior, và Ojibwe Nipissing. Ông không công nhận Ojibwe Trung (≈ Bắc Superior + Nipissing).
Tình trạng tiếng Ojibwe tương đôi ổn định so với các ngôn ngữ khác. Waadookodaading Ojibwe Language Immersion School (Trường chuyên ngữ Ojibwe Waadookodaading) chỉ giảng dạy cho học viên bằng tiếng Ojibwe.